# FCM Bacău
Fotbal Club Municipal (FCM) Bacău – rumuński klub piłkarski, grający obecnie w drugiej lidze, mający siedzbię w mieście Bacău, leżącym we wschodniej części kraju.

## Historia
Klub został założony w 1950 roku jako Dinamo Bacău. W 1956 roku klub po raz pierwszy w swojej historii awansował do pierwszej ligi rumuńskiej, jednak już po jednym sezonie gry w niej spadł do drugiej ligi. W 1958 roku ponownie grał w pierwszej lidze po tym, jak z rozgrywek wycofało się Dinamo Cluj (później zwane Unirea Tricolor Bukareszt). Kolejnego spadku do drugiej ligi Dinamo Bacău doświadczyło w 1963 roku. W 1967 roku Dinamo ponownie awansowało do pierwszej ligi i zajęło w niej 5. miejsce. Zakwalifikowało się tym samym do rozgrywek Pucharu Miast Targowych. Zespół wygrywał kolejne rundy z takimi drużynami, jak Floriana FC, Skeid Fotball i Kilmarnock F.C. i odpadł dopiero w ćwierćfinale po dwumeczu z Arsenalem Londyn.
W 1970 roku zmieniono nazwę klubu na SC Bacău. W 1973 roku zespół zajął 4. miejsce w lidze, najwyższe w swojej historii, jednak już w następnym sezonie został zdegradowany do drugiej ligi i przez kolejne lata balansował pomiędzy pierwszą a drugą ligą.
W 1990 roku po zakończeniu ery komunizmu w Rumunii zmieniono nazwę klubu na FC Bacău. W 1991 roku FC Bacău dotarł do finału Pucharu Rumunii, w którym przegrał 1:2 z Universitateą Craiova. Universitatea została także mistrzem kraju, dzięki czemu Bacău wystąpił w rozgrywkach Pucharu Zdobywców Pucharów, jednak w 1. rundzie uległ Werderowi Brema.
W 1992 roku ponownie przemianowano klub, tym razem na FC Selena Bacău. W 1993 roku Selena spadła do drugiej ligi, a w 1995 roku jej nazwę zmieniono na AS Bacău. W 1997 roku miała miejsce kolejna zmiana nazwy – na obecną FCM Bacău. W 2001 roku Bacău spadł z pierwszej ligi, jednak ostatecznie wystąpił w niej w kolejnym sezonie na skutek wycofania się FC Baia Mare. Od 2006 roku FCM Bacău grał w drugiej lidze Rumunii. Spadł z niej w sezonie 2009/2010. W sezonie 2010/2011 wrócił do drugiej ligi, ale w sezonie 2012/2013 wycofał się z rozgrywek. Z kolei przed sezonem 2013/2014 klub wycofał się z rozgrywek trzeciej ligi i został rozwiązany.

## Sukcesy
- Puchar Rumunii:
  - finał (1): 1991
- Puchar Ligi Rumuńskiej:
  - zwycięstwo (1): 1998
- Liga I:
  - 4. miejsce (1): 1972/1973
- Liga II:
  - mistrzostwo (4): 1955, 1967, 1975, 1995
  - wicemistrzostwo (3): 1954, 1958, 1965

## Europejskie puchary
Legenda do wszystkich tabel:
- Q – runda eliminacyjna, 1/16, 1/8, 1/4, 1/2 – odpowiednia faza rozgrywek, Grupa – runda grupowa, 1r gr – pierwsza runda grupowa, 2r gr – druga runda grupowa, F – finał, R – runda, PO – play-off
- k. – rzuty karne, los. – losowanie, Dogr. – dogrywka, w. – zasada bramek strzelonych na wyjeździe

| Sezon   | Rozgrywki                 | Runda | Przeciwnik    | Dom | Wyjazd | Ogólnie |
| ------- | ------------------------- | ----- | ------------- | --- | ------ | ------- |
| 1969/70 | Puchar Miast Targowych    | 1R    | Floriana FC   | 6–0 | 1–0    | 7–0     |
| 1969/70 | Puchar Miast Targowych    | 2R    | Skeid Fotball | 2–0 | 0–0    | 2–0     |
| 1969/70 | Puchar Miast Targowych    | 1/8   | Kilmarnock    | 2–0 | 1–1    | 3–1     |
| 1969/70 | Puchar Miast Targowych    | 1/4   | Arsenal       | 0–2 | 1–7    | 1–9     |
| 1991/92 | Puchar Zdobywców Pucharów | 1R    | Werder Brema  | 0–5 | 0–6    | 0–11    |
| 1999    | Puchar Intertoto          | 1R    | Ararat Erywań | 0–1 | 0–1    | 0–2     |

## Reprezentanci kraju grający w klubie
- Eugen Baciu
- Valentin Bădoi
- Mugur Bolohan
- Andrei Cristea
- Emeric Dembrovschi
- Dudu Georgescu
- Dorin Goian
- Iulian Miu
- Lică Movilă
- Vlad Munteanu
- Costel Pană
- Florin Prunea
- Narcis Raducan
- Răzvan Raț
- Vasile Soiman
- Sorin Trofin
- Florent Raimy